# Lhota u Olešnice
Lhota u Olešnice település Csehországban, a Blanskói járásban. Lhota u Olešnice Prosetín, Olešnice, Rovečné, Věstín és Křtěnov településekkel határos. Lakosainak száma 46 fő (2024. január 1.).

## Népesség
A település lakosságának változását az alábbi diagram mutatja:
| Lakosok száma | 202  | 187  | 185  | 131  | 71   | 37   | 37   | 43   | 42   | 46   |
|               | 1869 | 1900 | 1921 | 1961 | 1980 | 2011 | 2016 | 2019 | 2021 | 2024 |